# (10918) Kodaly
(10918) Kodaly (1998 AS1) – planetoida z pasa głównego asteroid okrążająca Słońce w ciągu 5,48 lat w średniej odległości 3,11 j.a. Odkryta 1 stycznia 1998 roku.